# Iljasa Zulfiji
Iljasa Zulfiiu (cyr. Иљаса Зулфији, alb. Ilaz Zylfiu; ur. 27 marca 1998 w Miratovacu) – serbski piłkarz narodowości albańskiej, pierwszy Albańczyk występujący w klubie Radnik Surdulica.